# فيلافوفري
بلدية فيلافوفري (بالإسبانية: Villafufre)‏، هي إحدى بلديات منطقة كانتابريا, المصنفة على أنها مقاطعة أيضاً، في شمال إسبانيا.
يبلغ عدد سكانها 1.149 نسمة وفقاً لإحصائية سنة (2002).

## أعلام
- لورينو رويز